# آزمون (فیلم)
آزمون یا امتحان (به انگلیسی: Exam) فیلمی تریلر روان‌شناختی و معمایی به نویسندگی و کارگردانی استوارت هازلدین و محصول سال ۲۰۰۹ سینمای بریتانیا است. هازلدین به همراه گرت آنوین تهیه‌کننده این فیلم بوده و استیون بارتون موسیقی متن آن را ساخته است. آدار بک، جما چان، ناتالی کاکس، جان لوید فیلینگهام، لوک مابلی، جیمی میستری و کالین سالمون در این فیلم ایفای نقش کرده‌اند.

## داستان
داستان فیلم آزمون در مورد هشت کاندید برگزیده است که به آخرین مرحله مصاحبه شغلی، برای استخدام در یک شرکت قدرتمند و مرموز، راه پیدا کرده‌اند. پس از ورود به یک اتاق بدون پنجره، مراقب آزمون به آن‌ها هشتاد دقیقه فرصت می‌دهد که به یک سؤال ساده پاسخ دهند. او سه قانون برای آن‌ها تعیین می‌کند که در صورت نقض آن‌ها رد صلاحیت خواهند شد: آن‌ها نباید با او یا دربان مسلح صحبت کنند، باید برگه‌هایشان را سالم نگه دارند، و اتاق را ترک نکنند. او ثانیه شمار را فعال کرده و می‌رود. ماجرا از جایی شروع می‌شود که متقاضیان به برگه‌هایشان نگاه می‌کنند و در میابند که تمامی برگه‌ها کاملاً خالی هستند.